# Sredkowec
Sredkowec (bułg. Средковец) – wieś w Bułgarii, w obwodzie Szumen, w gminie Kaolinowo. W 2024 roku liczyła 807 mieszkańców.